# 김영후 (음악가)
김영후(1981년 11월 7일 ~ )는 대한민국의 음악 프로듀서, 작곡가, 소프트웨어 공학자이다. SM 엔터테인먼트 아티스트들과 주로 작업을 하며 소녀시대, EXO, 동방신기, 보아, 샤이니, F(x), 슈퍼주니어, 신화 (음악 그룹), 플라이 투 더 스카이의 노래를 썼다.
1981년 11월 7일 대한민국 서울특별시에서 태어났다. 15세의 가장 어린 프로듀서로서 SM엔터테인먼트에 계약하면서 경력이 시작되었다. 넘버1 싱글곡은 신화의 "I Pray For You"이다.

## 디스코그래피

### 대한민국
- 보아: Girls On Top (음반)
- 보아: BoA (음반)
- EXO: 12월의 기적 (Miracles In December)
- EXO: EX'ACT
- F(x): Me + U
- F(x): Goodbye Summer
- F(x): Summer Lover
- F(x): Diamond
- 샤이니: Replay (샤아니의 노래)
- 샤이니: Love Like Oxygen
- 샤이니: 차라리 때려
- 동방신기: 세상의단하나뿐인마음
- 동방신기: 넌 나의 노래

### 일본
- 소녀시대: Girls Generation Oh! single